# Lazarevo (Obilić)
Pour les articles homonymes, voir Lazarevo.
Llazarevë en albanais et Lazarevo en serbe latin (en serbe cyrillique : Лазарево) est une localité du Kosovo située dans la commune/municipalité d'Obiliq/Obilić, district de Pristina (Kosovo) ou district de Kosovo (Serbie). Selon le recensement kosovar de 2011, elle compte 429 habitants, tous albanais.

## Démographie

### Évolution historique de la population dans la localité
| 1948 | 1953 | 1961 | 1971 | 1981 | 1991 | 2011 |
| ---- | ---- | ---- | ---- | ---- | ---- | ---- |
| 100  | 69   | 98   | 136  | 196  | 230  | 429  |

|  |